# Момотов (село)
Момотов — село в Павловском районе Воронежской области Российской Федерации. Входит в состав Красного сельского поселения.

## Часовой пояс
Село Момотов, как и вся Воронежская область, находится в часовой зоне МСК (московское время). Смещение применяемого времени относительно UTC составляет +3:00.

## История
Поселение основано во второй половине XIX века как хутор Мамотев. 

## Население
| 1900 | 1980 | 2007 | 2009 | 2010 |
| ---- | ---- | ---- | ---- | ---- |
| 4    | ↗412 | ↘387 | ↘375 | ↘370 |

## Улицы
| - ул. 70 лет Октября, - ул. Мира, - ул. Молодёжная, - ул. Победы, | - ул. Степная, - ул. Труда, - ул. Урядова. |